# 主対角線
線型代数において、n次正方行列の主対角線（しゅたいかくせん）とは、行列の一番左上から一番右下にかけての対角線である。a11 、a22 、…、 annのことで、例えば次の行列では主対角線上の成分は1である。
{\displaystyle {\begin{bmatrix}1&0&0\\0&1&0\\0&0&1\end{bmatrix}}}
主対角線上以外の成分が全て0である正方行列を対角行列と呼ぶ。対角行列のうち主対角線上の成分が全て1である正方行列は単位行列である。
主対角線上の成分の和を、トレースと呼ぶ。